# Sommarøy
Sommarøy este o localitate din comuna Tromsø, provincia Troms, Norvegia, cu o suprafață de 0,36 km² și o populație de 318 locuitori (2013).